# Pour l'amour d'Edna
Pour l'amour d'Edna (France) ou L'Éruption de l'Edna (Québec) (Special Edna) est le 7e épisode de la saison 14 de la série télévisée d'animation Les Simpson.

## Épisode
Edna, l'institutrice de Bart Simpson supporte de moins en moins l'omniprésence de la mère de Seymour Skinner dans leur couple.
Bart a un devoir à rendre sur la Première Guerre mondiale et essaye de faire preuve de bonne volonté pour faire son devoir mais tout semble contre lui. Il se retrouve donc avec la pire note et doit rattraper son examen après la classe. Il va alors assister à une scène de ménage entre son institutrice et le principal, et devant la tristesse d'Edna, il l'invite au cinéma. Après cette sortie, son regard sur sa maîtresse change et il décide de la proposer comme « Meilleure Institutrice de l'Année ».
Edna est nommée par le comité et doit se rendre à Orlando pour assister à la cérémonie de remise du titre. La famille Simpson l'accompagne ainsi que Seymour, qui s'inquiète du possible changement de vie de sa bien-aimée si elle obtient le titre. Malheureusement, Seymour a emmené sa mère et en l'apprenant, Edna met fin à leur relation. Pourtant, Seymour s'obstine et demande l'aide de Bart pour ruiner les chances d'Edna, lui garantissant ainsi de rester à Springfield. Mais Seymour est pris de remords et révèle la supercherie. Il demande Edna en mariage et elle accepte, mais n'obtient finalement pas la récompense.